# Блавор
Блавор (лат. Ophisaurus apodus) је крупни, змијолики гуштер жућкасто-смеђе боје, нарасте и до једног метра. Врло је брз и покретљив и тешко га је пратити. Најчешће се храни другим гуштерима, ситним топлокрвним животињама (посебно мишевима), птичјим јајима, пужевима, скакавцима и другим инсектима, а понекад и змијама. Људи га се безразложно боје, иако је веома корисна животиња.

## Станиште
Насељава ниже области до висине од неколико стотина метара, али се најчешће налази на отвореним подручјима са ливадама, пољима и грмљем, али и на крашким пределима без растиња. Распрострањен је у јужном делу Балканског полуострва, од Истре до делте Дунава, као и у Турској.